# Giez VD
| VD ist das Kürzel für den Kanton Waadt in der Schweiz. Es wird verwendet, um Verwechslungen mit anderen Einträgen des Namens Giez zu vermeiden. |

Giez ([ʒje] oder [ʒi], frankoprovenzalisch [(a) ʣi]) ist eine politische Gemeinde im Distrikt Jura-Nord vaudois des Kantons Waadt in der Schweiz.

## Geographie
Giez liegt auf 529 m ü. M., 4 km nordnordwestlich der Bezirkshauptstadt Yverdon-les-Bains (Luftlinie). Das Dorf erstreckt sich an einem leicht nach Süden geneigten Hang eines Plateaus am Jurasüdfuss, zwischen dem Tal des Arnon und dem Westufer des Neuenburgersees.
Die Fläche des 4,8 km² grossen Gemeindegebiets umfasst einen Abschnitt am Jurasüdfuss. Im Süden reicht das Gebiet in die Niederung des Baches Le Grandsonnet, nach Westen bis zum Waldgebiet Bois des Tassonnières. Nach Norden erstreckt sich der Gemeindeboden über den offenen Hang bis auf die Waldhöhe Le Miriau, auf der mit 613 m ü. M. der höchste Punkt von Giez erreicht wird. Nördlich dieses Hügels befindet sich der Wald Bois de la Râpe, der die südliche Talseite des Arnon bedeckt. Der Flusslauf des Arnon bildet die Nordgrenze von Giez. Von der Gemeindefläche entfielen 1997 6 % auf Siedlungen, 36 % auf Wald und Gehölze und 58 % auf Landwirtschaft.
Zu Giez gehören die Neubausiedlung Petit Montborget (565 m ü. M.) nördlich des Dorfes sowie einige Einzelhöfe. Nachbargemeinden von Giez sind Valeyres-sous-Montagny, Orges, Vugelles-La Mothe, Novalles, Fontaines-sur-Grandson, Fiez und Grandson.

## Bevölkerung
Mit 458 Einwohnern (Stand 31. Dezember 2023) gehört Giez zu den kleinen Gemeinden des Kantons Waadt. Von den Bewohnern sind 95,1 % französischsprachig, 3,5 % deutschsprachig und 0,6 % sprechen Albanisch (Stand 2000). Die Bevölkerungszahl von Giez belief sich 1850 auf 294 Einwohner, 1900 auf 289 Einwohner. Nach einer Zeit der Abwanderung (211 Einwohner im Jahr 1950) wurde besonders in den letzten Jahren ein deutlicher Bevölkerungsanstieg verzeichnet.

## Wirtschaft
Giez war bis Mitte des 20. Jahrhunderts ein hauptsächlich durch die Landwirtschaft geprägtes Dorf. Noch heute hat der Ackerbau dank der fruchtbaren Böden auf dem Plateau von Giez eine wichtige Bedeutung, daneben bestehen auch Gemüsekulturen. Weitere Arbeitsplätze gibt es im lokalen Kleingewerbe. In den letzten Jahrzehnten hat sich Giez zur Wohngemeinde entwickelt. Viele Erwerbstätige sind deshalb Wegpendler, die vor allem im nahen Yverdon arbeiten.

## Verkehr
Die Gemeinde liegt abseits der grösseren Durchgangsstrassen, ist aber durch Kantonsstrassen von Yverdon oder Grandson leicht zu erreichen. Der nächste Anschluss an die Autobahn A5 (Yverdon-Neuenburg) befindet sich rund 4 km vom Ortskern entfernt. Durch den Postautokurs, der von Yverdon nach Novalles verkehrt, ist Giez an das Netz des öffentlichen Verkehrs angebunden.

## Geschichte
Das Gemeindegebiet war bereits zur Römerzeit besiedelt, was durch den Fund von Überresten einer Villa bezeugt wird. Im Weiteren wurde ein burgundisches Gräberfeld entdeckt. Die erste urkundliche Erwähnung des Ortes erfolgte 1011 unter dem Namen Gies. In der Folgezeit erschienen zahlreiche weitere Schreibweisen: Gizium (1100), Giei und Gis (1154), Gyz (1179), erstmals Giez (1199), Giacum (1297) und Gye (1364). Der Ortsname wird auf das galloromanische Gaiacum (Hof des Gaius) zurückgeführt.
Im Mittelalter hatten die Zisterzienserabtei Haut-Crêt und das Kloster Romainmôtier Grundbesitz in Giez. Seit dem 12. Jahrhundert sind die Edlen von Giez bezeugt. Später gehörte der Ort zur Herrschaft Grandson und diente 1476 Karl dem Kühnen vor der Schlacht bei Grandson als Heerlagerplatz. Nach 1476 wurde Grandson eine Vogtei unter der gemeinen Herrschaft von Bern und Freiburg. Nach dem Zusammenbruch des Ancien Régime gehörte Giez von 1798 bis 1803 während der Helvetik zum Kanton Léman, der anschliessend mit der Inkraftsetzung der Mediationsverfassung im Kanton Waadt aufging.

## Sehenswürdigkeiten
Die heutige reformierte Dorfkirche Saint-Pierre diente bis 1438 als Pfarrkirche von Grandson. Teile des Chors sind romanisch und stammen noch aus dem 11. Jahrhundert. Das Kirchenschiff wurde im 15. Jahrhundert umgestaltet; weitere Erneuerungen gab es Ende des 17. Jahrhunderts.
Nahe der Kirche steht das Schloss, das im 15. und 16. Jahrhundert für die Familie de Pierre erbaut wurde. Es besteht aus zwei Flügeln, die durch einen quadratischen Wohnturm und einen hexagonalen Treppenturm miteinander verbunden sind. Das Schloss, das noch heute in Privatbesitz ist, wurde 1816 umfassend renoviert. Ein weiterer interessanter Bau ist das Maison des Tourelles mit einem Treppenturm von 1635 und weiteren kleinen Türmchen. Im alten Ortskern gibt es einige typische Bauernhäuser aus dem 17. bis 19. Jahrhundert.